# George Wanderley
George Souto Maior Wanderley, född 12 september 1996 i João Pessoa, Brasilien, är en beachvolleyspelare.
Wanderley tog tillsammans med  Arthur Lanci guld vid U19-VM 2014 och U21-VM 2016.
Han spelade 2015 till 2017 tillsammans med Thiago Barbosa i brasilianska mästerskapet. Sedan 2019 spelar han tillsammans med André Stein. De har vunnit flera turneringar på Volleyball World Beach Pro Tour. De tog brons vid VM 2022 och vann panamerikanska spelen 2023.